# Сефарди та східні громади
«Сефарди та східні громади» (івр. סְפָרַדִּים וְעֵדוֹת מִזְרָח , «Сфарадім-ве-едот-мізрах») — політична партія в Ізраїлі, одна із предтеч партії «Лікуд».

## Історія
Партія «Сефарди та східні громади» представляла євреїв-сефардів і євреїв-мізрахі, які вже жили в Ізраїлі на момент здобуття незалежності. Партія входила до складу Мінгелет-га-Ам (івр. ‏מנהלת העם) та Тимчасового уряду в 1948—1949 роках.
Партія отримала 3,5 % голосів і чотири місця на виборах до першого Кнесету в 1949 році, взявши участь під своєю повною назвою «Список національної єдності сефардів та східних громад». Вони приєдналися до уряду як коаліційний партнер партії «Мапай» Давида Бен-Ґуріона. В уряді партію представляли Моше Бен-Амі, Еліягу Еліашар, Аврагам Ельмаліх і Бхор Шалом Шитріт. Шитріта призначили міністром поліції.
На виборах 1951 року партія змінила назву на «Список сефардів і східних громад, старожилів та іммігрантів». Однак вони втратили приблизно половину своєї частки голосів (1,8 %) і половину місць, лише два представники було в Кнесеті. Тільки Еліашар зберіг своє місце, а Біньямін Сассон зайняв друге. Вони не ввійшли до уряду.
10 вересня 1951 року партія об'єдналася із партією «Загальні сіоністи», тоді другою за величиною партією в Кнесеті і короткочасний член урядової коаліції, що сформувала четвертий і п'ятий уряди (хоча партію виключили з шостого після того, як та утрималася від голосування за вотум недовіри).
Деякі члени партії не підтримали об'єднання з партією «Загальні сіоністи» і відкололися, щоб реформувати партію. Вони брали участь у виборах 1955 року з Еліашаром як лідером, але не змогли отримати жодного місця.
Пізніше партія «Загальні сіоністи» об'єдналася з Прогресивною партією, щоб утворити Ліберальну партію, яка деякий час була третьою за величиною партією в Ізраїлі, а потім знову злилася з партією «Херут», щоб утворити ГАХАЛ, який врешті став партією «Лікуд».

## Виноски
1. ↑  Constituent Assembly (which later turned into the First Knesset) Knesset website
2. ↑  First Knesset: Government 1 Knesset website